# Fertőhomok
Fertőhomok è un comune di 561 abitanti situato nella contea di Győr-Moson-Sopron, nell'Ungheria nordoccidentale.